# Chorenta espiritosantensis
Chorenta espiritosantensis är en skalbaggsart som först beskrevs av Campos-seabra 1941.  Chorenta espiritosantensis ingår i släktet Chorenta och familjen långhorningar. Inga underarter finns listade i Catalogue of Life.